# アントワーヌ・ベシャン
アントワーヌ・ベシャン(Pierre Jacques Antoine Béchamp , 1816年10月16日モゼル県Bassing - 1908年3月31日パリ)は、フランスの医師、化学者、薬学者である。microzymas理論をとなえ、のちの微生物学の前駆をなした。ベシャンとパスツールの対立は有名である。当初両者の対立は発酵を微生物によるものとすることの優先権をめぐってのものであり、後に蚕の病気であるペブリン(微粒子病)を微生物によるものとすること、そして最終的には細菌理論の正当性をめぐるものとなり、激しく対立した。
ベシャンは1816年にフランスのバシングで製粉業者の息子として生まれた。彼は7歳から18歳までルーマニアのブカレストに、フランス大使館で働いていた叔父と一緒に住んでいた。彼はストラスブール大学で教育を受け、1853年に理学博士号、1856年に医学博士号を取得し、市内で薬局を経営した。1854年、パスツールが以前に務めていたポストであるストラスブール大学の化学教授に任命された。1856年に医学の学位を取得した後、ベシャンはモンペリエ大学に着任し、1868年にはストラスブール大学で医学の博士号を取得して、モンペリエ大学の教授を務めた。1876年にリール大学医学部のカトリック学部の学部長に招聘された。ベシャンのリール大学滞在中、パスツールとの論争により彼の作品を禁書目録（カトリック教会が禁制とする本の索引）に載せようとする動きにつながった。ベシャンはこの状況下で 1886年に退職し、息子とともに短期間薬局を経営したが、晩年はパリに移り、ソルボンヌ大学の小さな研究室で過ごした。そして、91歳でパリに没した。彼はの死後、彼の研究は科学的には影を潜め、パスツールの細菌理論が支配的となった。